# Formica ulkei
Formica ulkei es una especie de hormiga del género Formica, familia Formicidae. Fue descrita científicamente por Emery en 1893.
Se distribuye por Canadá y los Estados Unidos. Se ha encontrado a elevaciones de hasta 1646 metros. Vive en microhábitats como nidos y montículos.